# Waldstadion
El Waldstadion, anomenat per patrocini Deutsche Bank Park i antigament Commerzbank-Arena, és un estadi de futbol i futbol americà situat al barri de Frankfurt-Niederrad, a l'oest de Frankfurt, a l'estat federat de Hessen, Alemanya. Els seus clubs titulars són el Eintracht Frankfurt i el Frankfurt Galaxy.
L'estadi fou una de les subseus de la Copa Mundial de Futbol de 2006 celebrada a Alemanya. Per a aquest esdeveniment, l'estadi va dur temporalment el nom d'Estadi de la Copa Mundial de la FIFA de Frankfurt, per raons estipulades en el reglament de la FIFA.

## Història

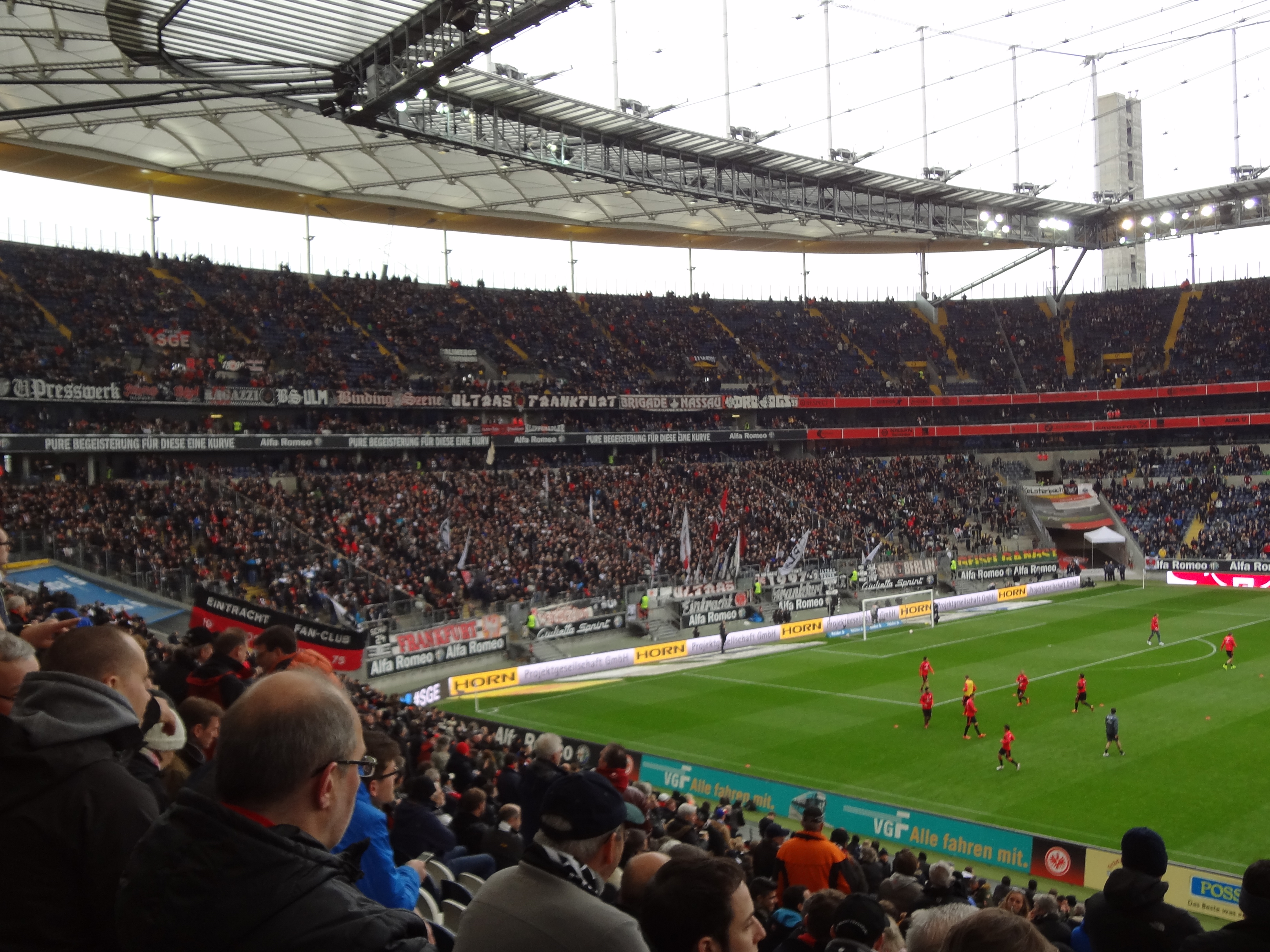
Imatge interior del Commerzbank-Arena.

L'estadi fou inaugurat el 1925 amb el nom de "Waldstadion", va ser seu de grans esdeveniments esportius com el combat entre Muhammad Ali i Karl Mildenberger, de la Copa del Món de Futbol de 1974, l'Eurocopa 1988 i la final de la Copa Confederacions 2005. Des del juliol del 2005 es diu "Commerzbank-Arena" després del finançament que va obtenir del banc alemany Commerzbank AG per a la seva remodelació. El cost de la remodelació va ser de 150 milions €.
Durant el desenvolupament de la Copa del Món de Futbol de 2006 va passar a anomenar-se Estadi de la CM de la FIFA de Frankfurt (en alemany: FIFA WM-Stadion Frankfurt), ja que la FIFA no permet cap mena de publicitat en el nom dels estadis.